# 特纳起义
特纳起义（Nat Turner's slave rebellion）是1831年8月美國弗吉尼亞州南安普頓縣爆發的一场黑人奴隸舉事。
1831年8月21日晚上，奈特·杜納（Nat Turner）率领7名奴隶杀死主人一家。之後特纳等人手持武器見到白人就殺，而且路上不斷有黑奴加入，人數最多時達到60至80人。最終特纳一行人殺死了55至65名白人，特纳起义也是美国历史上死亡人数最多的奴隶起义。  特纳等人又前往县政府所在地的一个军火库。路上特纳等人與一支20多人的游击队發生遭遇戰。8月23日上午，特纳的队伍被打散。截至8月26日，特纳的残部有的被逮捕，有的被击毙，被打死的奴隶的头颅被挂在木桩上示众。10月30日，特纳被逮捕。 
特纳起义發生後，白人民兵和平民杀死了120名奴隶和黑人自由民。 弗吉尼亚當局於11月11日处决了包括特纳本人在內的56名被指参与叛亂的奴隶。特纳的尸体被剥皮，身上的油脂做成了蜡烛。由于特纳受过教育并且是一名传教士，美國南方各州立法机构随后通过了新法律，禁止黑奴和黑人自由民接受教育，限制黑人自由民的集会权和其他自由，并要求所有礼拜必須要有白人牧师參與。  另外特纳起义又鼓舞了美國北部的废奴主义者。